# Securinega seyrigii
Securinega seyrigii är en emblikaväxtart som beskrevs av Jacques Désiré Leandri. Securinega seyrigii ingår i släktet Securinega och familjen emblikaväxter. Inga underarter finns listade i Catalogue of Life.